# 宋師曾
宋師曾（1671年—1741年2月16日），原名志皋，字懷祖，號與亭，江南蘇州府太倉州崇明縣籍，長洲縣人，清朝政治人物。

## 生平
宋師曾來自蘇州長洲宋氏家族。曾祖宋學朱，本生祖父宋宓，嗣祖父宋德宏，父宋定業。宋師曾為宋定業長子，母為繆彤第四女（1653-1676）。有弟宋暎等。
宋師曾為崇明庠生，康熙三十五年（1696年）丙子科江南鄉試副榜，歷任工部都水司員外郎、工部福建司郎中、工部陝西司郎中，任直隸河間府知府，授中憲大夫。五十三年（1714年）任長蘆鹽運使，雍正元年（1721年）任直隸驛傳巡道、總理刑名。後遭追查鹽運使任內惰徵虧空，且因年羹堯等為之求情而遭嚴查賠補。乾隆六年（1741年）正月初一日卒。
宋師曾在長蘆鹽運使任內，曾於康熙五十四年（1715年）與父親宋定業、舅繆曰芑及諸蘇州友人就王翬、洛及楊晉為朝鮮裔鹽商安岐合作《麓村高逸圖》題字。此外，宋師曾還與天津道朱綱於康熙五十四年（1715年）修造西沽浮橋、五十五年（1716年）修建鈔關浮橋（今金華橋前身）等橋梁。

## 家庭
夫人為監生金心友女；繼室劉氏；側室陳氏、陸氏與張氏。有五子：宋允從、宋永升（出嗣叔父宋志夔）、宋允諧（早殤）、宋克讓及宋克聰。還有四女：長女嫁松江葉某；次女嫁嘉興舉人范夫周；三女嫁婺源訓導沈霈；四女不詳。